# Adrian Šemper
Adrian Šemper, né le 12 janvier 1998 à Zagreb, est un footballeur croate qui évolue au poste de gardien de but au Pisa SC.

## Carrière

### En club
Adrian Šemper commence le football à l'âge de six ans au Dinamo Zagreb.
Malgré une offre du Chelsea FC lors du mercato d'hiver 2016, il reste au Dinamo Zagreb. Malgré son jeune âge, Šemper refuse d'être prêté lors du mercato d'été suivant et veut postuler pour une place de titulaire avec l'équipe première. En août 2018, il est prêté au Chievo Verone.

### En équipe nationale
Avec les moins de 17 ans, il participe au championnat d'Europe des moins de 17 ans 2015 qui se déroule en Bulgarie. La Croatie est éliminée en quart de finale par la Belgique. Il dispute ensuite la Coupe du monde des moins de 17 ans 2015 organisée au Chili. Lors du mondial junior, il est titulaire et joue cinq matchs. La Croatie est éliminée en quart de finale par le Mali.
Adrian Šemper joue un total de 17 matchs avec les moins de 17 ans.

## Statistiques
| Saison                | Club                     | Championnat           | Championnat | Championnat | Coupe(s) nationale(s) | Coupe(s) nationale(s) | Compétition(s) continentale(s) | Compétition(s) continentale(s) | Compétition(s) continentale(s) | Total | Total |
| Saison                | Club                     | Division              | M.          | B.          | M.                    | B.                    | Comp.                          | M.                             | B.                             | M.    | B.    |
| 2015-2016             | Dinamo Zagreb            | Prva HNL              | 1           | 0           | -                     | -                     | -                              | -                              | -                              | 1     | 0     |
| 2016-2017             | Dinamo Zagreb            | Prva HNL              | 5           | 0           | 2                     | 0                     | C1                             | 2                              | 0                              | 9     | 0     |
| 2016-2017             | Lokomotiva Zagreb (prêt) | Prva HNL              | 16          | 0           | -                     | -                     | -                              | -                              | -                              | 16    | 0     |
| 2017-2018             | Lokomotiva Zagreb (prêt) | Prva HNL              | 21          | 0           | 4                     | 0                     | -                              | -                              | -                              | 25    | 0     |
| 2018-2019             | Dinamo Zagreb            | Prva HNL              | 1           | 0           | -                     | -                     | -                              | -                              | -                              | 1     | 0     |
| 2018-2019             | Chievo Vérone (prêt)     | Serie A               | 6           | 0           | 1                     | 0                     | -                              | -                              | -                              | 7     | 0     |
| 2019-2020             | Chievo Vérone (prêt)     | Serie B               | 30          | 0           | 2                     | 0                     | -                              | -                              | -                              | 32    | 0     |
| Total sur la carrière | Total sur la carrière    | Total sur la carrière | 80          | 0           | 9                     | 0                     | -                              | 2                              | 0                              | 91    | 0     |

## Palmarès
Il remporte le championnat de Croatie en 2015-2016 avec le Dinamo Zagreb.